# Iglesia multisitio
Una iglesia multisitio es una iglesia local que realiza servicios en diferentes ubicaciones geográficas. El sitio principal (generalmente el que tiene más asistencia semanal) y otros campus generalmente tendrán su propio culto musical y anuncios de la iglesia local.  El sermón lo da principalmente un pastor en el lugar, mientras que en algunas iglesias se transmite por video desde la ubicación principal. Los diferentes campus comparten recursos físicos y económicos.
La primera iglesia en convertirse en sitios múltiples fue la Iglesia Bautista de Highland Park en Chattanooga (Tennessee) en 1942.